# Pseudoscolia dewitzi
Pseudoscolia dewitzi (лат.) — вид песочных ос из подсемейства Philanthinae (триба Pseudoscoliini).

## Распространение
Канарские острова, Алжир, Египет, Ливия. Иордания, Оман, ОАЭ.

## Описание
Мелкие осы (5-7 мм). Гнездятся в земле. Биология плохо изучена: ловят, вероятно, пчёл.

## Систематика
Относится к трибе Pseudoscoliini.